# Balonul de Aur, ediția 1963
Balonul de Aur (în franceză Ballon d'Or), editia 1963 a fost castigata de Lev Iasin,URSS.Fotbalistul de la Dinamo Moscova a fost castigator cu 73 de puncte,urmat de Gianni Rivera cu 56 de puncte si Jimmy Greaves cu 51 de puncte.El este singurul jucator cu postul de portar sa reuseasca aceasta performanta.